# Sonja Sohn
Pour les articles homonymes, voir Sohn.
Sonja Sohn, est une actrice américaine née le 9 mai 1964 à Fort Benning, Virginie, aux États-Unis.

## Enfance
Sohn est née à Newport News en Virginie. Son père, soldat afro-américain de l'Armée américaine rencontre sa mère coréenne alors qu'il est en garnison en Corée du Sud après la Guerre de Corée. Après la naissance de son frère ainé, sa mère décide de venir vivre aux États-Unis où un enfant d'origine afro-américaine et asiatique y serait moins victime de discrimination qu'en Corée.
Sohn vit une enfance difficile : elle subit beaucoup de moqueries à cause de ses origines. Son père schizophrène bat sa mère ; son frère est tué alors qu'elle est adolescente. Elle lutte durant son adolescence et au-delà contre une dépendance à la cocaïne et l'héroïne.

## Filmographie

### Cinéma
- 1996 : Work de Rachel Reichman : June
- 1998 : Slam de Marc Levin : Lauren Bell
- 1999 : Getting to Know You de Lisanne Skyler : Lynn
- 1999 : À tombeau ouvert (Bringing out the Dead) de Martin Scorsese : Kanita
- 2000 : Shaft de John Singleton : Alice
- 2001 : Perfume de Michael Rymer : Dandy
- 2002 : G de Christopher Scott Cherot : Shelly
- 2003 : The Killing Zone de Joe Brewster : Jennifer
- 2008 : Sexy Dance 2 (Step Up 2 : The Streets) de Jon M. Chu : Sarah
- 2015 : The Missing Girl d'A.D. Calvo : Franny
- 2016 : Domain de Nathaniel Atcheson : Atlanta
- 2019 : High Flying Bird de Steven Soderbergh : Myra
- 2023 : Big George Foreman de George Tillman Jr.

### Télévision
- 2002-2008 : Sur écoute (The Wire) (60 épisodes) : Détective Shakima 'Kima' Greggs
- 2006-2007 :  Cold Case : Affaires classées (Cold Case) (5 épisodes) : Toni Halstead
- 2008-2009 : Brothers and Sisters (4 épisodes) : Trish Evans
- 2010-2013 : The Good Wife (2 épisodes) : Sonya Rucker
- 2011 : Bar Karma (saison 1, épisode 3) : Lucy
- 2011-2012 : Body of Proof (29 épisodes) : Samantha Baker
- 2012 : Drop Dead Diva (saison 4, épisode 13) : juge Vivian Holston
- 2012 : Burn Notice (5 épisodes) : Olivia Riley
- 2013 : New York, unité spéciale (saison 15, épisode 3) : Mrs. Carter
- 2014-2015 : The Originals (8 épisodes) : Lenore
- 2016 : Luke Cage (3 épisodes) : Capitaine Betty Audrey
- 2016 : Shut Eye (5 épisodes) : détective
- 2017 : Incorporated (2 épisodes) : Présidente Fisher
- 2018-2021 : The Chi (9 épisodes) : Laverne Johnson
- 2019 : Godfather of Harlem (saison 1, épisode 9) : Nell
- 2020 : Interrogation (saison 1, épisode 4) : Marjorie Thompson
- 2020 : Utopia (3 épisodes) : agent Katherine Milner
- 2019-2021 : Star Trek: Discovery : Gabrielle Burnham
- 2023: Will Trent : Amanda Wagner